# Катаптерикс крымский
Катаптерикс крымский (Catapterix crimaea) — вид бабочек из семейства Acanthopteroctetidae.

## Описание
Размах крыльев 6,0-6,5 мм. Опушение головы светлое, оранжево-желтого цвета. На лбу прижатые чешуйки отсутствуют. Все опушение головы сильно взъерошенное, образовано торчащими в разные стороны волосовидными чешуйками. Губные щупики очень маленькие, скрытые под крупными изогнутыми челюстными. Усики бурые, со слабым жирным блеском, покрыты в прилегающих чешуйках, их базальный членик без гребня щетинок. Челюстные щупики в рыхло лежащих серовато-бурых чешуйках. Грудь и тегулы покрыты плотно прижатыми широкими чешуйками. На передних крыльях основания всех радиальных жилок находятся на примерно одинаковом расстоянии друг от друга. Переднеспинка и тегулы покрыты зеленовато-золотистыми, блестящими прилегающими чешуйках. Передние крылья лишены рисунка, одноцветные зеленовато-золотистого цвета, с сильным блеском. Бахромка крыльев тёмная, буровато-серая, в вершинной части крыла с густыми выходящими покровными чешуйками. Задние крылья буровато-серого цвета, слабоблестящие. Бахромка задних крыльев чуть более светлая. Ноги и брюшко однотонные буровато-серого цвета, голени и членики лапок лишены светлых перевязей.

## Ареал
Эндемик Крымского полуострова (Карадаг и Краснолесье).

## Биология
Биология вида не изучена. Бабочки встречаются в апреле и мае. Образ жизни и кормовые растения не известны. Бабочки могут привлекаться на источники света. На территории Карадагского заповедника единственный экземпляр вида был пойман весной 1987 года на склоне около русла пересыхающего ручья в редколесье из дуба, фисташки, каркаса, кустов боярышника и шиповника. В Краснолесье (биостанция Симферопольского государственного университета) бабочки летали вечером, около не раскрывших листья кустов грабинника, шиповника, кизила, тёрна, крушины и боярышника при температуре воздуха +10 °С.